# سیلویو نوتو
سیلویو نوتو (ایتالیایی: Silvio Noto؛ ‏ ۱۳ ژوئن ۱۹۲۵ – ۲۴ اکتبر ۲۰۰۰) بازیگر، صداپیشه، مجری رادیو و مجری تلویزیون اهل ایتالیا بود.
از فیلم‌هایی که وی در آن نقش داشته‌است، می‌توان به ترانه عاشقانه، ستارگان پائین را می‌نگردند، صندلی الکتریکی و شب‌های داغ کالیگولا اشاره کرد.